# هورن بازرگان (فیلم ۱۹۳۱)
هورن بازرگان (انگلیسی: Trader Horn) فیلمی در ژانر رمانتیک به کارگردانی دبلیو. اس. ون دایک است که در سال ۱۹۳۱ منتشر شد.
از بازیگران آن می‌توان به دانکن رنالدو، هری کری، الیو کری، و مارجوری رامبئو اشاره کرد.